# Sirnagalih (Ciomas)
Sirnagalih is een bestuurslaag in het regentschap Bogor van de provincie West-Java, Indonesië. Sirnagalih telt 15.251 inwoners (volkstelling 2010).